# Nodocion
Nodocion là một chi nhện trong họ Gnaphosidae.